# Conus
Conus – rodzaj morskich ślimaków z rodziny stożków (Conidae). Zasiedlają morza i oceany strefy tropikalnej i subtropikalnej.

## Systematyka
Rodzaj Conus opisał po raz pierwszy Karol Linneusz w 10. edycji Systema Naturae. Wyróżnił wtedy 37 gatunków. Gatunkiem typowym rodzaju jest stożek marmurowy (Conus marmoreus), którego Linneusz opisał jako pierwszego, używając jako lektotypu okazu z własnej kolekcji. Do roku 2009 rodzaj Conus był uznawany za jedyny rodzaj w rodzinie stożków (Conidae). W roku 2009 ukazała się książka Systematic Classification of Recent and Fossil Conoidean Gastropods, prezentująca nowy podział rodziny – w tym systemie klasyfikacji autorstwa Tuckera i Tenoriego Conus umieszczony jest w podrodzinie Coninae, wraz z 14 innymi rodzajami. W World Register of Marine Species wyróżnionych jest około 600 przedstawicieli rodzaju.
Conus parisiensis wykazano ze środkowego eocenu (z Francji, Włoch i Anglii), także Conus sauridons pochodzi z eocenu, jednak z obszaru Florydy. Łącznie do roku 1985 opisano koło tysiąca gatunków kopalnych z rodzaju Conus, prawdopodobnie jednak wiele okazów jest konspecyficznych i błędnie opisanych jako należące do odrębnych gatunków.

## Zasięg występowania
Większa część przedstawicieli Conus zasiedla morza i oceany strefy tropikalnej i subtropikalnej, z największą różnorodnością gatunków na obszarze Indo-Pacyfiku. Jedynym obecnym w Europie gatunkiem jest Conus ventricosus (dokładniej podgatunek mediterraneus). Także Conus californicus występuje poza wymienionymi strefami, zasiedlając wybrzeża Kalifornii i Meksyku. Maksymalne zagęszczenie Conus wynosi około 40 osobników na m².

## Charakterystyka muszli
Muszle rodzaju Conus cechuje stożkowaty kształt. Muszle są grubościenne i masywne. Otwór muszli jest wąski, podłużny, ograniczony prostą, ostrokrawędzistą wargą. Wrzeciono gładkie. Nie występuje wieczko. Skrętka stożkowata, czasami guzkowana, umiarkowanie wysoka lub płaska, zależnie od gatunku. Powierzchnia muszli gładka lub z delikatnymi, spiralnymi prążkami lub żeberkami. Czasami na brzegu muszli występuje guzkowata krawędź (karina). Ubarwienie muszli bardzo zmienne, zazwyczaj tło przybiera kolor biały, kremowy, różowy lub niebieski albo pośrednie między wymienionymi; wzory zazwyczaj czarne, brązowe, żółte lub pomarańczowe, niekiedy muszla jest jednobarwna. Jej długość wynosi od 1,3 do 21,6 cm.
Ciało ślimaka również żywo ubarwione. Noga długa i silna. Syfon długi. Na głowie jedna para długich czułków. Oczy położone w połowie długości czułków.

## Ekologia

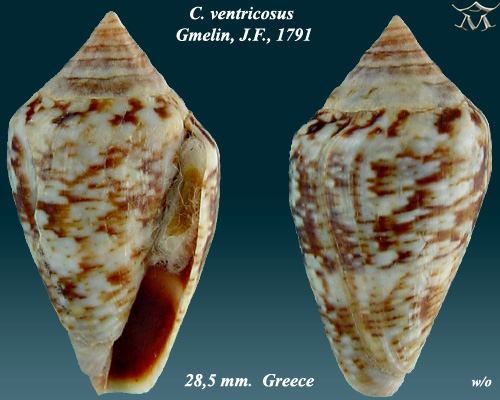
Conus ventricosus

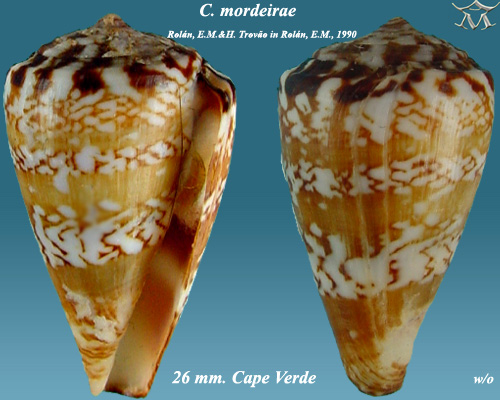
Krytycznie zagrożony Conus mordeirae

Większość gatunków z rodzaju Conus żyje na małych głębokościach w pobliżu raf koralowych, przebywając w piasku, pod koralowcami. Pożywienie stanowią ryby, mięczaki i inne bezkręgowce bentosowe. Początkowo ślimak lokalizuje zdobycz używają swych chemoreceptorów, łapie ją ssawką, a następnie wystrzeliwuje strzałkę jadową, będącą przekształconą tarką, wprowadzając jad paraliżujący zdobycz. W większości polują nocą, niekiedy o świcie i zmierzchu.
Jad ślimaków rodzaju Conus wyodrębniono do grupy zwanej konotoksynami, będącymi grupą neurotoksycznych peptydów, bogatych w mostki dwusiarczkowe. Toksyny stożków są groźne także dla człowieka, znane są przypadki ofiar śmiertelnych wśród ludzi ukąszonych przez osobniki niektórych gatunków stożków (np. przez stożki geograficzne (Conus geographus).